# Ligade
Die Ligade (lateinisch ligare „binden“) bezeichnet in der Fechtkunst eine Art Streichfinte, die mit der Battuta verwandt ist. 
Bei der Ligade beschreibt die eigene Klinge von rückwärts nach vorwärts einen Kreis dergestalt, dass dessen Umfang in möglichst spitzem Winkel an der Klinge des Gegners entlang streicht. Infolge der auf diese Weise angebrachten Reibung erhält die gegnerische Klinge einen Ruck, wird zur Seite geschlagen oder ganz aus der Hand geschleudert.